# Лахость
Ла́хость — река в Ивановской и Ярославской областях. Длина реки — 91 км, площадь водосборного бассейна — 922 км².

## Описание
Берёт своё начало в заболоченной местности, к северу от посёлка Октябрьский. В Ивановской области протекает по территории Комсомольского района, в Ярославской области по юго-восточной и южной частям Гаврилов-Ямского района.
Впадает в Которосль от деревни Строково. Ширина русла реки — 10-25 м, глубина — 0,2-2,0 м.
В XX веке на реке было много мельниц, вблизи берегов Лахости, в пределах губернии, находилось 19 селений.
До 1956 года по Лахости сплавляли лес. В её русле также встречается морёный дуб.
В низовьях Лахость делает крупные излучины, имеющие вид подковы. Также вблизи церкви села Лахость ещё сохранились остатки мельничной запруды; она располагается на русловой старице. Возле красивых берегов реки были найдены остатки древних селищ.
На реке есть очень много мест для любительской рыбалки. Также к нижнему течению реки приурочены зимовальные ямы и нерестилища различных рыб, места обитания бобров и выдры.
Сочетание природных и исторических ценностей, являющееся уникальным, побудило создать в низовьях Лахости историко-гидрологический заказник.

## Притоки
- 16 км: Вьюг
- 62 км: Чёрная
- 64 км: Решетиха

## Данные водного реестра
По данным государственного водного реестра России относится к Верхневолжскому бассейновому округу, водохозяйственный участок реки — Волга от Рыбинского гидроузла до города Кострома, без реки Кострома от истока до водомерного поста у деревни Исады, речной подбассейн реки — Волга ниже Рыбинского водохранилища до впадения Оки. Речной бассейн реки — (Верхняя) Волга до Куйбышевского водохранилища (без бассейна Оки).